# Aleksandr Cfasman
Aleksandr Naumowicz Cfasman (ros. Александр Наумович Цфасман; ur. 1 grudnia?/14 grudnia 1906 w Aleksandrowsku, zm. 20 lutego 1971 w Moskwie) – radziecki kompozytor i twórca muzyki filmowej. Zasłużony Artysta RFSRR (1957). 
Był dyrygentem, pianistą i aranżerem pierwszej moskiewskiej orkiestry jazzowej "AMA-jazz" (1926−1930), którą założył. W 1930 ukończył Konserwatorium Moskiewskie w klasie fortepianu Felixa Blumenfelda. Pochowany na Cmentarzu Wagańkowskim w Moskwie.

## Wybrana filmografia

### Kompozytor
- 1953: Koncert w lesie
- 1954: Wesołe gwiazdy[4]
- 1955: Tajemnica domu towarowego[5]